# Oswald von Wolkenstein
Oswald von Wolkenstein oziroma slovensko Oswald Wolkensteinski (1376 ali 1377, verjetno v mestu Kiens – 2. avgust 1445 v mestu Merano) je bil pesnik, skladatelj in diplomat. Prepotoval je velik del Evrope, celo daleč na vzhod do Gruzije. Oswald von Wolkenstein je bil vitez več redov, tudi Zmajevega viteškega reda.

## Delo
Oswald von Wolkenstein je eden najpomembnejših skladateljev zgodnje nemške renesanse. Njegove melodije so ocenjene kot zelo kvalitetne. V svojih skladbah se pojavljajo tri glavne teme, ki so potovanja, bog in spolnost. 

## Osvaldovo desno oko
Vsi portreti kažejo Oswalda von Wolkensteina z zaprtim desnim očesom. Posthumne preiskave njegove lobanje leta 1973 so pokazale, da je imel oko deformirano in je bilo manjše od levega ter tako ves čas pod velikim pritiskom. 

## Pomen za Slovence
Oswald von Wolkenstein, ki je bil po rodu Tirolec, je bil poliglot. V svoji avtobiografiji navaja, da govori deset jezikov, med njimi tudi slovenščino (nemško poimenovano »windisch«). Ta trditev je podkrepljena z dejstvom, da je v dveh svojih pesmih uporabil slovenske besedne zveze, npr. »jaz sem toj, draga tvoj, na moje srce me drži dobro«. Slovensko ljubezensko liriko Oswalda von Wolkensteina je v doktorskem delu o rokopisni dobi slovenskega jezika raziskoval tudi ruski jezikoslovec Nikolaj Mihajlov.
Poleg slovenskih besed pa omenja tudi sam slovenski jezik, ki je bil v tistem času znan kot "windish". V pesmi "Do fraig amors" je windish (slovenščina) omenjena poleg francoščine, latinščine in madžarščine.

## V popularni kulturi
Nemška skupina Ensemble Leones izvaja pesmi Oswalda von Wolkensteina in med njimi izvaja tudi skladbe, kjer je besedilo v slovenščini.